# Rumänische Eishockeyliga 2012/13
Die Saison 2012/13 war die 83. Spielzeit der rumänischen Eishockeyliga, der höchsten rumänischen Eishockeyspielklasse.

## Modus
In der Hauptrunde absolvierte jede der sieben Mannschaften insgesamt zwölf Spiele. Die beiden bestplatzierten Mannschaften qualifizierten sich direkt für die Playoffs, in denen der Meister ausgespielt wurde. Die übrigen fünf Mannschaften spielten anschließend in einer Qualifikationsrunde die weiteren beiden Playoff-Teilnehmer aus, wobei die Punkte aus der Hauptrunde übernommen wurden. Für einen Sieg nach regulärer Spielzeit erhielt jede Mannschaft drei Punkte, bei einem Sieg nach Overtime gab es zwei Punkte, bei einem Unentschieden einen Punkt und bei einer Niederlage nach regulärer Spielzeit null Punkte.

## Hauptrunde

### Tabelle
|    | Klub                   | Sp | S  | OTS | OTN | N  | T   | GT  | Punkte |
| -- | ---------------------- | -- | -- | --- | --- | -- | --- | --- | ------ |
| 1. | HSC Csíkszereda        | 12 | 10 | 0   | 1   | 1  | 87  | 31  | 31     |
| 2. | ASC Corona 2010 Brașov | 12 | 9  | 0   | 0   | 3  | 103 | 29  | 27     |
| 3. | Steaua Bukarest        | 12 | 7  | 1   | 0   | 4  | 65  | 38  | 23     |
| 4. | HSC Csíkszereda II     | 12 | 5  | 1   | 0   | 6  | 43  | 60  | 17     |
| 5. | CS Progym Gheorgheni   | 12 | 4  | 1   | 0   | 7  | 50  | 55  | 14     |
| 6. | CSM Dunărea Galați     | 12 | 4  | 0   | 1   | 7  | 50  | 79  | 13     |
| 7. | Sportul Studențesc     | 12 | 0  | 0   | 1   | 11 | 25  | 131 | 1      |

Sp = Spiele, S = Siege, OTS = Siege nach Overtime, OTN = Niederlagen nach Overtime, N = Niederlagen

## Qualifikationsrunde
|    | Klub                 | Sp | S  | OTS | OTN | N  | T  | GT  | Punkte |
| -- | -------------------- | -- | -- | --- | --- | -- | -- | --- | ------ |
| 3. | Steaua Bukarest      | 16 | 10 | 0   | 1   | 5  | 91 | 52  | 54     |
| 4. | HSC Csíkszereda II   | 16 | 11 | 0   | 0   | 5  | 80 | 52  | 50     |
| 5. | CSM Dunărea Galați   | 16 | 9  | 1   | 1   | 5  | 95 | 59  | 43     |
| 6. | CS Progym Gheorgheni | 16 | 7  | 1   | 0   | 8  | 75 | 51  | 37     |
| 7. | Sportul Studențesc   | 16 | 1  | 0   | 0   | 15 | 31 | 158 | 4      |

Sp = Spiele, S = Siege, OTS = Siege nach Overtime, OTN = Niederlagen nach Overtime, N = Niederlagen

## Playoffs

### Halbfinale
- HSC Csíkszereda – HSC Csíkszereda II 1:0 (12:0)
- ASC Corona 2010 Brașov – Steaua Bukarest 3:0 (3:2 n. V., 7:0, 3:2)

### Spiel um Platz 3
- Steaua Bukarest – HSC Csíkszereda II 3:0 (6:1, 6:2, 7:1)

### Finale
- HSC Csíkszereda – ASC Corona 2010 Brașov 4:1 (6:2, 2:4, 6:2, 4:1, 6:4)

### Kader des Rumänischen Meisters
| Rumänischer Meister HSC Csíkszereda | Torhüter: Róbert Fülöp, Gellért Ruczuj, Stanislav Kožuch Abwehrspieler: József Adorján, Huba Bors, Botond Flinta, Attila Góga, Endre Kósa, Szabolcs Molnár, István Nagy, Szabolcs Papp Angriffsspieler: Attila Bálint, Tihamér Becze, Tamas Biro, Ottó Bíró, Jan Fadrný, Ľubomír Hurtaj, Jaroslav Kmiť, Ede Mihály, Ervin Moldován, Zsombor Molnár, Zsolt Molnár, Vaclav Novak, Levente Péter, Szabolcs Szőcs, Daniel Tranca Trainerstab: Timo Lahtinen, Béla Nagy |